# Iruraitz-Gauna
Iruraitz-Gauna és un municipi d'Àlaba, de la Quadrilla de Salvatierra. Fou creat el 5 de febrer de 1967 de la fusió dels municipis d'Iruraitz i Gauna, i és format per 11 concejos:
- Azilu on és l'ajuntament
- Alaitza
- Arrieta
- Erentxun
- Ezkerekotxa
- Gazeo
- Gauna
- Gereñu
- Jauregi
- Langarika
- Trokoniz

## Context geogràfic
El territori del municipi és molt complex, ja que no forma una unitat compacta. Està format per sis enclavaments separats entre si. Els municipis de Iruraitz-Gauna, Donemiliaga, Dulantzi, Burgelu i Vitòria es troben entremesclats entre si, de tal forma que per a anar de Alaitza a Trokoniz, els pobles més allunyats entre si d'Iruraitz-Gauna, passaríem per Gereñu, Adana (Donemiliaga), Gauna, Erentxun, Eguileta (Dulantzi), Hijona (Burgelu) i finalment Trokoniz.
L'enclavament més gran i més oriental comprèn els pobles d'Alaitza, Gereñu, Ezkerekotxa, Gazeo, Langarika i Arrieta. Limita al nord i nord-oest amb el municipi de Barrundia, a l'est amb Agurain, al sud amb Arraia-Maeztu i a l'oest amb Dulantzi i una part del municipi de Donemiliaga. El poble de Jauregi està envoltat per aquest, oest i nord per territori de Donemiliaga, mentre que pel sud limita amb Arraia-Maeztu. La capital del municipi, Azilu, forma un petit enclavament entre Donemiliaga i Dulantzi. Gauna forma també altre enclavament que limita a l'est amb Donemiliaga i a nord i oest amb Dulantzi. Erentxun limita a est i oest amb Dulantzi i pel nord-oest amb Burgelu. Finalment, Trokoniz és el més occidental dels enclavaments. Està situat entre Burgelu i Vitòria. La distància entre Azilu i Vitòria, la capital provincial, és de 18 km. Entre Azilu i Agurain, la capital comarcal, hi ha 9 km. Les dues poblacions d'Iruraitz-Gauna més allunyades entre si són Trokoniz i Alaitza, que disten 14 km entre si.

## Economia i societat
Iruraitz-Gauna és un municipi eminentment rural. El 1985, gairebé el 70% de la població activa vivia del sector primari, de l'agricultura i de la ramaderia, si bé actualment han desaparegut gran nombre d'explotacions i tot just existeix relleu generacional per a aquestes activitats, donats els seus escassos rendiments econòmics. Els principals cultius del municipi són la patata, la remolatxa sucrera i els cereals (blat, ordi, civada). En els últims 5 anys s'ha iniciat amb productes d'horta (espinacs, escarola). La ramaderia té una importància secundària. La majoria de la població (sobretot de menys de 50 anys) treballa en els serveis i en la indústria, desplaçant-se als municipis propers Agurain-Dulantzi i especialment a Vitòria-Gasteiz.
Com tants municipis rurals d'Àlaba, ha sofert un despoblament molt significatiu que en aquests últims 5 anys tendeix a canviar. El 1930 la seva població va arribar un màxim de 1100 habitants. El progressiu descens de població es va fer molt significatiu entre 1960 i 1980 amb una caiguda dels 1000 als 400 habitants. Aquesta caiguda de població va ser motivada per la industrialització de Vitòria i l'emigració de població a la veïna capital. No hi ha hagut un flux immigratori molt significatiu, pel que la major part de la població de Iruraiz-Gauna és natural del municipi o de la comarca de la Llanada. Les poblacions que componen el municipi són molt petites. La més habitada de totes és Erentxun que ronda els 80 habitants, seguida de prop per Gauna amb 64 i Alaitza 62. Gereñu i Langarika ronden els 45 habitants. Per contra Jauregi té empadronats 13 habitants. La capital del municipi, Acilu, on es troba l'ajuntament, té solament 24 habitants. La llengua d'ús habitual en el municipi és el castellà.
Antigament es parlava l'euskera, però el seu ús es va perdre en el passat en una data incerta (probablement a la fi del segle xviii o principis del segle xix). En els últims 25 anys s'ha recuperat parcialment el seu ús gràcies a la seva introducció en l'ensenyament i al seu caràcter cooficial, per això una part de la població, especialment en el sector més jove, és actualment bilingüe.

## Història
L'antecedent històric del municipi és la Germandat d'Iruraitz, que estava composta per 18 pobles; els 11 que componen actualment el municipi, a més de Dulantzi, Luskando, Burgelu, Arbulo, Argomaniz, Gaceta, Añua i Egileta. El municipi d'Iruraitz-Gauna es constituïx oficialment el 5 de febrer de 1967. Emmarcada en la Història general de Alava sorgeix de la Germanor de Iruraiz. Les Germandats van sorgir cap al segle xiii per necessitat de defensa contra el poder de la noblesa. En 1502 apareix la primera Acta de les seves reunions o Juntes Generals. En la primera cambra del segle xvi va quedar constituïda definitivament al província d'Àlaba, divideixi en 6 Quadrilles formades per 52 Germandats. En 1840 es va crear la setena Quadrilla, després de la divisió de Vitòria.
Cap assenyalar un fet comú per a tota Àlaba: cap rei va tenir senyoria en aquesta terra fins a la signatura del primer pacte, en l'any 1332, amb el rei Alfons XI de Castella, lliura voluntàriament acceptada. Aquest pacte es va signar lliure i voluntàriament amb el rei, no amb Castella. Aquest matís és fonamental per a entendre els furs alabesos. Àlaba va ser l'última província basca en lliurar-se. La Germandat d'Iruraitz. Estava integrada per tres ajuntaments (Dulantzi, Burgelu i Iruraitz) amb un total de 21 localitats. En concret: 
- Ajuntament de Dulantzi: Dulantzi, Gauna, Erentxun, Egileta i Alborkoin
- Ajuntament de Burgelu: Burgelu, Arbulo, Argomaniz, Gaceta, Añua i Uriarte.
- Ajuntament d'Iruratz o Azilu: Azilu, Jauregi, Guereñu, Luzcando, Alaitza, Langarika, Gazeo, Arrieta, Ezkerekotxa i Trokoniz.

La Germandat d'Iruraitz es reunia a Dulantzi. Es triarien els càrrecs d'Alcalde, Procurador i Escrivà anualment per ordre rigorós d'ajuntaments. El Procurador de la Germandat la representa en les Juntes Generals d'Àlaba i s'encarrega de complir els acords de les Juntes de la Germanor, duu els assumptes d'ordenació de forestes, camins i assumptes de beneficència. La Germandat d'Iruraitz: a més de castigar malfactors i bandolers, s'encarregava del repartiment de soldats per al servei militar i bagatges, repartiment de contribucions, reglament de mendicitat, veure les funcions dels càrrecs de la Germandat i reparació de camins.
La casa consistorial d'Azilu va ser construïda cap a 1779. Sobre la seva porta va estar l'Escut del Duc de l'Infantado. Els Ducs de l'Infantado era una noblesa nova, com pagament als serveis prestats a la Corona de Castella als Senyors de Mendoza. En els segles xiv i xv. Amb facultat de jutjar, potestat sobre els habitants, drets tributaris, domini sobre terra i facultat de nomenar oficials de justícia i administració municipal.

## Personatges il·lustres
- Marcos Guereñu: missioner de finals del segle xvii a la zona de Río Grande (Mèxic). Era natural de Gereñu.